# Anian II.

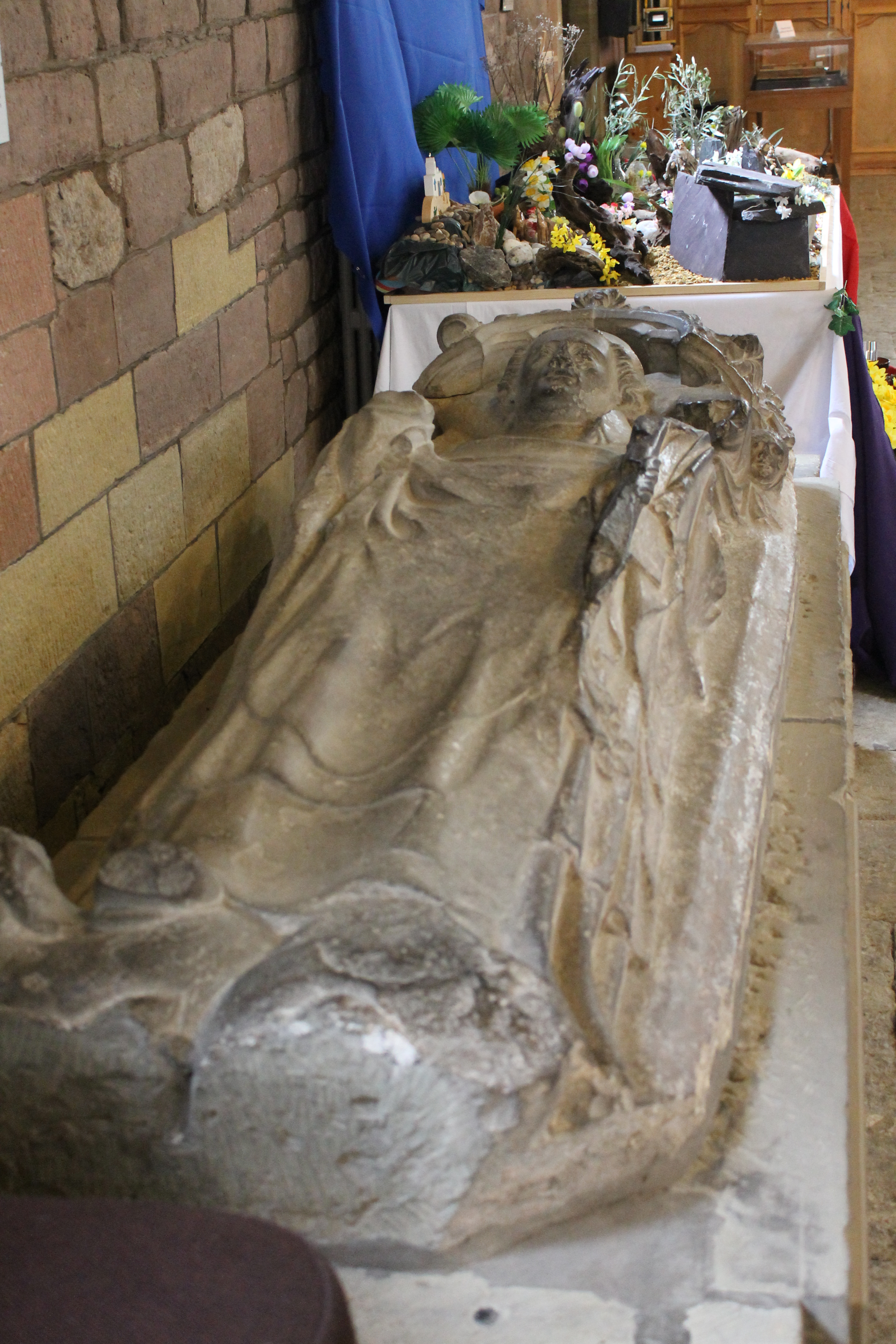
Mutmaßliches Grabdenkmal von Anian in der Kathedrale von St Asaph

Anian II. (auch Eynnon oder Einion ab Ynyr) († 5. Februar 1293) war ein walisischer Ordensgeistlicher. Ab 1268 war er Bischof von St. Asaph. 

## Aufstieg zum Bischof
Anian war walisischer Herkunft, doch seine genaue Herkunft ist ungeklärt. Vermutlich war er ein Sohn von Ynyr ap Meurig aus Nannau in der Gemeinde Llanfachraeth in Merionethshire, wofür es aber keine Belege gibt. Fälschlicherweise wurde er früher auch Anian de Schonau genannt, diese Bezeichnung entstand vermutlich durch eine Falschschreibung von Nannau. Anian war Prior der Dominikanerniederlassung von Rhuddlan, als er vor dem 24. September 1268 zum Bischof der walisischen Diözese St. Asaph gewählt wurde. Am 24. September gab der englische König Heinrich III. seine Zustimmung zu der Wahl. Am 21. Oktober gelobte Anian in Southwark Erzbischof Bonifatius von Canterbury Gehorsam, worauf er am gleichen Tag von Bonifatius und von Bischof Walter of Exeter zum Bischof geweiht wurde. Zu diesem Zeitpunkt stand die Diözese Asaph unter der Oberherrschaft von Llywelyn ap Gruffydd, den der englische König im Vertrag von Montgomery 1267 als Fürst von Wales anerkannt hatte. Wahrscheinlich hatte Llywelyn der Wahl zuvor ebenfalls zugestimmt.

## Rolle während der Eroberung von Wales

### Verhältnis zu Fürst Llywelyn ap Gruffydd
Anian hatte zunächst ein scheinbar gutes Verhältnis zu Fürst Llywelyn, dem er als Gesandter diente und dessen Rat er angehörte. Am 1. Mai 1269 konnte Anian mit Llywelyn eine Einigung über die von ihm beanspruchten Rechte der Diözese im Middle Country erzielen, das durch den Vertrag von Montgomery wieder unter walisische Herrschaft gefallen war. Auch an den Verhandlungen zur Versöhnung zwischen Fürst Llywelyn und seinem Bruder Dafydd, die 1269 in Berriw erreicht wurde, war Anian beteiligt, ebenso an den Verhandlungen zur Einigung zwischen Llywelyn und seinem anderen Bruder Rhodri, die am 12. April 1272 in Caernarvon erzielt wurde.
Dennoch schien das Verhältnis zwischen Anian und Fürst Llywelyn von Anfang an belastet zu sein, und schließlich führte Anians religiöser Eifer zu einem langjährigen Streit mit Llywelyn. Bereits ein Jahr nach Anians Wahl befahl Llywelyn seinen Beamten, gegenüber dem Bischof die Regeln einzuhalten, die sie bereits gegenüber dessen Vorgängern eingehalten hätten. Anian kommentierte dies scharf, in dem er darauf hinwies, dass die Beamten im gesamten Fürstentum die Regeln und Gesetze einhalten sollten. Am 30. Oktober 1272 erschien Anian als Gesandter Llywelyns bei König Heinrich III., der ihn noch wohlwollend empfing, aber wenige Wochen später starb. Wenig später kam es zu offenen Spannungen zwischen Anian und Fürst Llywelyn, denn Ende 1273 wandte sich Anian in einem Schreiben an Papst Gregor X., in dem er sich über Llywelyn beschwerte. Der Papst warnte daraufhin den Fürsten, nicht gegen die Rechte der Kirche zu verstoßen. Die Äbte der walisischen Zisterzienserklöster versuchten nun den Fürsten in dem Streit mit dem Bischof zu unterstützen. Sie bestritten Anians Vorwürfe in einem Schreiben, das sie gemeinsam am 7. März 1274 in Strata Florida Abbey verfasst hatten. Daraufhin berief Anian im Herbst 1274 eine Diözesansynode ein. Während dieser beklagte er Verstöße Llywelyns gegen die Rechte der Kirche. Die Synode hielt am 19. Oktober 1274 die Streitpunkte fest. Vor allem ging es um die Verstöße von Llywelyn gegen die Hoheit der geistlichen Gerichte, denn Llywelyn forderte einen Anteil an den Straf- und Bußgeldern, die die geistlichen Gerichte verhängten. Am 25. Mai 1275 wandte sich Anian in einem Brief an Erzbischof Kilwardby, in dem er sich über Übergriffe von Fürst Llywelyn beschwerte, sich aber verhandlungsbereit zeigte. Als sich das Verhältnis zwischen Llywelyn und dem englischen König Eduard I. zunehmend verschlechterte, floh Anian nach England. Am 8. November 1275 bestätigte der König die Rechte und Privilegien seiner Diözese. Im Dezember erneuerte Anian seine Vorwürfe gegen Llywelyn, worauf der König am 20. Januar 1276 die Rechte der Diözese erneut bestätigte. Der an sich unbedeutende Streit mit Llywelyn um Geld wurde schließlich zu einem größeren Konflikt, der Llywelyn erheblich belastete, als er dazu einen Konflikt mit dem englischen König führte. Da Anian in dem Konflikt geschickt die Unterstützung des englischen Königs suchte, konnte er sich in dem Streit durchsetzen. Er nahm im November 1276 an der königlichen Ratsversammlung in Westminster teil, während der Fürst Llywelyn am 12. November 1276 schließlich zum Rebellen erklärt und in der ein Feldzug gegen Wales beschlossen wurde. Danach kehrte Anian rasch in seine Diözese zurück, wo er im Dezember 1276 eine erneute Diözesansynode einberief. Auf dieser klagte er zusammen mit dem Kathedralkapitel zahlreiche Verstöße des Fürsten an. Daraufhin erließ Llywelyn eine Urkunde, in der er dem Bischof mehrere wichtige Zugeständnisse machte. Anian blieb aber in engen Kontakt mit dem englischen König. Er war an den Verhandlungen beteiligt, die im November 1277 zum Vertrag von Aberconwy führten, durch den der Krieg mit Llywelyn beendet wurde. Er wurde als einer der königlichen Räte genannt, die den Fürsten nach Rhuddlan eskortieren sollten, wo dieser sich dem englischen König unterwerfen musste. Anschließend hob er die über Llywelyn verhängte Exkommunikation auf.

### Verhältnis zu König Eduard I.
Durch den Vertrag von Aberconwy kam fast das gesamte Gebiet der Diözese St Asaph unter die Herrschaft des englischen Königs. Anian war zunächst verärgert über die Zerstörungen, die die englischen Soldaten während des Kriegs an Kirchen und Besitzungen seiner Diözese angerichtet hatten, doch er behielt sein gutes Verhältnis zu Eduard I. Am 27. November 1277 wird er als einer der königlichen Richter in Oswestry genannt, und um dieselbe Zeit erhielt er vom König Landbesitz bei St Asaph mit jährlichen Einkünften von £ 20 verliehen. Diese Einkünfte musste er sich aber mit dem Kathedralkapitel teilen. Wahrscheinlich war diese Landschenkung eine Wiedergutmachung für erlittene Kriegsschäden. Im Sommer 1281 wandte sich Anian zusammen mit dem König an Papst Martin IV., um den Bischofssitz vom abgelegenen St Asaph in das neu gegründete englische Borough Rhuddlan zu verlegen. Diese Initiative verfolgte er jedoch nicht weiter, und auch der König verzichtete nach 1282 auf die Umsetzung seines Plans. Als es im Frühjahr 1282 zu einer offenen walisischen Rebellion kam, kam auch in der Region um Rhuddlan zu Gefechten zwischen Walisern und Engländern.
Als es im Frühjahr 1282 zu einer walisischen Rebellion kam, forderte Erzbischof John Pecham Anian auf, die Rebellen zu exkommunizieren. Anian kam als einziger Bischof der Kirchenprovinz Canterbury der Aufforderung nicht sofort nach. Als dann während des folgenden neuen englischen Feldzugs die Kathedrale von St Asaph im Juni 1282 durch englische Soldaten niedergebrannt wurde, reagierte Anian heftig. Er weigerte sich weiter, seine Landsleute zu exkommunizieren, und verhängte stattdessen Kirchenstrafen gegen die englischen Soldaten, die für den Brand verantwortlich waren. Dazu verweigerte er dem König seine Unterstützung für den Feldzug. Der König beschlagnahmte daraufhin Anians Besitzungen, die er auch nach der Eroberung von Wales zunächst nicht zurückerhielt. Anian wollte daraufhin wohl auf sein Amt verzichten, doch der König kam ihm zuvor und verbannte ihn aus seiner Diözese. Auf Wunsch von Erzbischof Pecham kam Anian 1284 nach Oswestry, um den Erzbischof anschließend bei dessen Visitation der Diözese zu begleiten. In Oswestry traf Anian auf den König, dem es widerstrebte, außer einer knappen Begrüßung Anian weiter zu empfangen. Erzbischof Pecham beharrte aber darauf, dass die Anwesenheit des Bischofs erforderlich war, um weitere kirchliche Reformen in der Diözese voranzutreiben. Es gelang ihm schließlich den König zu überzeugen, dass Anian sich nicht an dem walisischen Aufstand beteiligt hatte. Aber erst, als der König Anians Unterstützung als Bischof benötigte, um die Zisterzienserabtei Aberconwy nach Maenan zu verlegen, lenkte er ein. Daraufhin konnte Anian, unterstützt durch Erzbischof Pecham, in seine Diözese zurückkehren. Anian musste 500 Mark Strafe an den König zahlen und erhielt im Gegenzug vom König das Patronatsrecht von Rhuddlan. 1284 begann dann auch der Wiederaufbau der Kathedrale von St Asaph. Das Verhältnis zwischen Anian und dem König blieb aber angespannt.

## Sonstige Tätigkeiten als Bischof
Anian galt generell als hitziger und unbeugsamer Verfechter der kirchlichen Rechte. Nicht nur sein Verhältnis zu Fürst Llywelyn und König Eduard I. war schwierig, sondern auch zu anderen Personen. Allerdings war er nicht immer Auslöser der Konflikte. Von 1269 bis 1272 unterstützte er John FitzAlan bei dessen Prozess gegen den Abt von Shrewsbury Abbey über das Patronatsrecht von Oswestry. Mit FitzAlans Mutter Maud führte er dagegen einen langen Streit über das Pfründenbesetzungsrecht der Kirche von Llanymynech. 1274 lag er mit Valle Crucis Abbey und 1279 mit dem Prior von Chirbury über das Recht zur Besetzung von Vikarstellen im Streit. Einen größeren Konflikt hatte er mit Thomas de Cantilupe, dem Bischof von Hereford über das Gebiet von Gorddwr, das am rechten Ufer des Severn zwischen Montgomery und Alberbury lag und das Anian für seine Diözese beanspruchte. Ermutigt wurde er dazu durch Fürst Gruffydd ap Gwenwynwyny, der 1263 dieses Gebiet als Teil von Powys Wenwynwyn annektiert hatte. Das Gebiet wurde zwar 1277 von dem Marcher Lord Peter Corbet besetzt, was Anian jedoch nicht entmutigte. Er führte den Streit gegen die Diözese Hereford weiter, bis Richard Swinfield, der Nachfolger von Bischof Thomas de Cantilupe schließlich 1288 seine Ansprüche durchsetzen konnte. Als offenbar gelehrter Dominikaner erwies sich Anian im Streit mit Fürst Llywelyn als fachkundig im kanonischen Recht. Er nutzte kirchliche Strukturen zu seinem Vorteil und erhielt wiederholt Unterstützung durch die Geistlichkeit auf Diözesansynoden, durch die Erzbischöfe von Canterbury und durch die Kurie erhielt. Als Bischof war er bemüht, den moralischen Standard sowohl der Geistlichen wie auch der Bevölkerung seiner Diözese allgemein zu heben. Ein Verzeichnis der Urkunden aus Anians Amtszeit ist im Red Book of Asaph, dem Urkundenregister der Diözese enthalten.

## Erbe
1288 hatte Anian in Chartham bei Canterbury sein Testament aufgesetzt. Nach diesem vermachte er nach seinem Tod sein beträchtliches Vermögen an Klöster und wohltätige Zwecke in der Diözese St Asaph. Seinem Neffen Ithel hinterließ er ein Buch zum kanonischen Recht, dazu besaß er vermutlich noch ein Buch über walisisches Recht sowie eine Bibel. Nach seinem Tod wurden Gruffudd, der Archidiakon von St Asaph sowie der Dominikanerbruder Adam of Nannau, der wahrscheinlich Anians Bruder war, seine Testamentsvollstrecker. Nach seinem Testament wollte Aninan in der Dominikanerniederlassung begraben werden, die am nächsten zu seinem Sterbeort lag. Da sein Sterbeort aber unbekannt ist, ist auch unbekannt, wo er begraben wurde. In der Kathedrale von St Asaph gilt ein Grabdenkmal als das von Anian, was aber nicht belegt werden kann.